# 淳化寺
36°21′16″N 113°35′22″E / 36.35444°N 113.58944°E
淳化寺位于中国山西省长治市平顺县东北50公里的阳高乡阳高村的中心广场，是一处全国重点文物保护单位。

## 历史
淳化寺始建于北齐天保年间，原称龙门禅院，为源头村龙门寺的下院。北宋开宝（968～976年）年间重建，淳化二年（991年）改称淳化寺。雍正、嘉庆、民国年间均曾维修。
淳化寺曾被圈入阳高中学院内，正殿四周曾搭建杂乱民房甚多，整修后均被拆除。

## 建筑
淳化寺现仅存正殿一座，为金代遗构，另有宋代石经幢两通。正殿坐北朝南，面阔三间，进深六椽，单檐歇山顶，形制古朴，出檐宽大，檐角扬起。殿内构架用料宽绰，规整严谨。
两通宋代石经幢建于北宋开宝三年（970年），分别刻《金刚般若波罗蜜经》和《尊胜陀罗尼经》。
正殿北墙下有一块题诗碑，落款大定己丑（1169年），刻有县令李晏的两首诗《游龙门山寺，宋家庄阻雨，凌晨至羊羔喜晴书，路中即事》和《游龙门回投宿淳化寺》。

## 保护
2001年6月25日，淳化寺公布为第五批全国重点文物保护单位，古建筑类，编号5-236，时代为金。